# Mary Elizabeth Ellis
Mary Elizabeth Ellis (Laurel, 11 maggio 1979) è un'attrice statunitense.

## Filmografia

### Cinema
- Free State of Jones, regia di Gary Ross (2016)
- Masterminds - I geni della truffa (Masterminds), regia di Jared Hess (2016)
- Fata madrina cercasi (Godmothered), regia di Sharon Maguire (2020)
- Licorice Pizza, regia di Paul Thomas Anderson (2021)
- Uno Rosso (Red One), regia di Jake Kasdan (2024)

### Televisione
- Reno 911! – serie TV, episodio 2x07 (2004)
- C'è sempre il sole a Philadelphia (It's Always Sunny in Philadelphia) – serie TV, 29 episodi (2005–in corso)
- Dr. House - Medical Division (House, M.D.) - serie TV, episodio 3x06 (2006)
- Senza traccia (Without a Trace) – serie TV, episodio 5x20 (2007)
- Cold Case - Delitti irrisolti (Cold Case) – serie TV, episodio 6x12 (2009)
- New Girl – serie TV, 6 episodi (2011–2014)
- Up All Night – serie TV, episodi 2x09–2x11 (2012)
- Happy Endings – serie TV, episodi 2x20–3x18 (2012–2013)
- Brooklyn Nine-Nine – serie TV, episodio 1x04 (2013)
- The Grinder – serie TV, 22 episodi (2015–2016)
- Animals (Animals.) – serie TV, episodio 2x03 (2017)
- Santa Clarita Diet – serie TV, 15 episodi (2017-2019)
- The Cool Kids – serie TV, episodio 1x12 (2019)
- A Man on the Inside - serie TV, 8 episodi (2024)

## Doppiatrici italiane
Nelle versioni in italiano dei suoi lavori, Mary Elizabeth Ellis è stata doppiata da:
- Eleonora De Angelis in Masterminds - I geni della truffa, The Cool Kids
- Sabrina Duranti in Licorice Pizza, Uno Rosso
- Marina Guadagno in Dr. House - Medical Division
- Maria Letizia Scifoni in Cold Case - Delitti irrisolti
- Valeria Vidali in New Girl
- Ilaria Stagni in The Grinder
- Emanuela Damasio in Free State of Jones
- Anna Cugini in Santa Clarita Diet
- Angela Brusa in Unstable
- Jolanda Granato in A Man on the Inside
- Francesca Fiorentini in Fata madrina cercasi